# Comuna de Gromnik
Gromnik (polaco: Gmina Gromnik) é uma gminy (comuna) na Polónia, na voivodia de Pequena Polónia e no condado de Tarnowski. A sede do condado é a cidade de Gromnik.
De acordo com os censos de 2006, a comuna tem 8647 habitantes, com uma densidade 125,7 hab/km².

## Área
Estende-se por uma área de 69,81 km², incluindo:
- área agricola: 65%
- área florestal: 25%

## Demografia
Dados de 30 de Junho 2004:
|                      | Total   | Total | Mulheres | Mulheres | Homens  | Homens |
| -------------------- | ------- | ----- | -------- | -------- | ------- | ------ |
|                      | pessoas | %     | pessoas  | %        | pessoas | %      |
| População            | 8316    | 100   | 4147     | 49,9     | 4169    | 50,1   |
| Densidade (pop./km²) | 119,1   | 100   | 59,4     | 59,4     | 59,7    | 59,7   |

De acordo com dados de 2002, o rendimento médio per capita ascendia a 1420,71 zł.

## Comunas vizinhas
- Ciężkowice, Pleśna, Rzepiennik Strzyżewski, Tuchów, Zakliczyn